# The Legend of Robin Hood (1975)
The Legend of Robin Hood is een Britse miniserie van zes afleveringen, uitgebracht in 1975. De serie draait rond de Robin Hood-legendes, en is geproduceerd door Alistair Bell en Robert Banks Stewart.
De serie werd van 23 november tot 28 december 1975, uitgezonden op de Engelse BBC One. In september 2008 werd de serie op Dvd uitgebracht in Nederland. De serie is ook uitgebracht als een film.

## Verhaal
Aflevering 1Een baby wordt ondergebracht in een klooster en wordt daar grootgebracht door heer Cedric. Jaren later is de baby opgegroeid tot een sterke jongeman met een specialisme in boogschieten. Na een confrontatie met mannen van Guy of Gisburne, wordt de echte identiteit bekendgemaakt aan de jongeman, zijn naam luid Robert van Huntingdon en moet met de ring en erfrecht papieren van zijn vader naar koning Richard toe, om zijn domein op te eisen.
Aflevering 2Nadat koning Richard erkent dat Robert de erfgenaam van Huntingdon is, wil hij dat Robert hem als schildknaap vergezelt naar het Heilige land.
Aflevering 3Lady Marion is ervan overtuigd dat Robin een misdadiger is wanneer hij begint te stelen van de rijken.
Aflevering 4
Aflevering 5
Aflevering 6

## Cast
| Acteur               | Personage             |
| -------------------- | --------------------- |
| Martin Potter        | Robin Hood            |
| Diane Keen           | Lady Marion           |
| John Abineri         | Kenneth               |
| William Marlowe      | Guy of Gisburne       |
| Paul Darrow          | Sheriff of Nottingham |
| John Abineri         | Sir Kenneth Neston    |
| Richard Speight      | Much                  |
| Tony Caunter         | Friar Tuck            |
| Miles Anderson       | Will Scarlett         |
| David Dixon          | Prince John           |
| Michael-John Jackson | King Richard          |

## Prijzen
In 1976 werd “The Legend of Robin Hood” genomineerd voor een BAFTA TV Award in de categorie 'Harlequin' (Drama/Light Entertainment).